# Chloropteryx diluta
Chloropteryx diluta är en fjärilsart som beskrevs av Paul Dognin 1911. Chloropteryx diluta ingår i släktet Chloropteryx och familjen mätare. Inga underarter finns listade i Catalogue of Life.